# SN 2004if
SN 2004if – supernowa typu Ia odkryta 16 października 2004 roku w galaktyce A223908-0051. W momencie odkrycia miała maksymalną jasność 21,50m.